# Ле-Рьоль
Ле-Рьоль (фр. Le Riols, окс. Lo Riòl) — коммуна во Франции, находится в регионе Юг — Пиренеи. Департамент — Тарн. Входит в состав кантона Кармо-2 Валле-дю-Серу. Округ коммуны — Альби.
Код INSEE коммуны — 81224.

## География

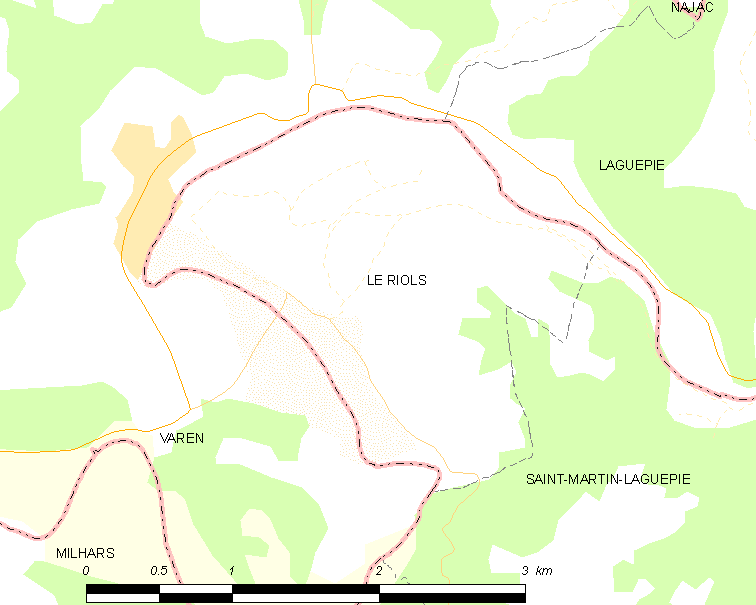
Карта коммуны

Коммуна расположена приблизительно в 530 км к югу от Парижа, в 75 км северо-восточнее Тулузы, в 32 км к северо-западу от Альби.
По территории коммуны протекает река Аверон.

## Климат
Климат умеренно-океанический. Зима мягкая и дождливая, лето жаркое с частыми грозами. Ветры довольно редки.

## Население
Население коммуны на 2010 год составляло 119 человек.
| 1962 | 1968 | 1975 | 1982 | 1990 | 1999 | 2010 |
| ---- | ---- | ---- | ---- | ---- | ---- | ---- |
| 195  | 205  | 161  | 155  | 147  | 130  | 119  |

## Администрация
| Период | Период | Фамилия        | Партия | Примечания |
| ------ | ------ | -------------- | ------ | ---------- |
| 1947   | 1956   | Казимир Безомб |        |            |
| 1956   | 1983   | Ролан Фулькьер |        |            |
| 1983   | 2008   | Юлис Молинье   |        |            |
| 2008   | 2020   | Бернар Ларрок  |        |            |

## Экономика
В 2007 году среди 63 человек в трудоспособном возрасте (15—64 лет) 41 были экономически активными, 22 — неактивными (показатель активности — 65,1 %, в 1999 году было 70,7 %). Из 41 активных работали 36 человек (22 мужчины и 14 женщин), безработных было 5 (1 мужчина и 4 женщины). Среди 22 неактивных 5 человек были учениками или студентами, 11 — пенсионерами, 6 были неактивными по другим причинам.